# Schleupe
Schleupe ist ein Stadtteil von Rheine im nordrhein-westfälischen Kreis Steinfurt. Schleupe liegt westlich der Innenstadt, zwischen der Bahnlinie nach Norden und der alten Bahnstrecke nach Ochtrup.
Im Westen von Schleupe liegt der Friedhof Königsesch. Der Schützenverein Schleupe wurde im Jahr 1911 gegründet.

## Politik
Der Stadtteilbeirat Bentlage/Wadelheim/Wietesch/Schleupe ist einer von elf Stadtteilbeiräten, die dem Rat und der Verwaltung der Stadt Rheine beratend zur Seite stehen. Er wird aus Vertretern der vier Stadtteilen gebildet.